# Los Tiki Phantoms
Los Tiki Phantoms es un grupo de música instrumental catalán. Su música se basa en el Rock'n'roll clásico, especialmente el Surf Rock.[cita requerida] Se caracterizan por aparecer en los conciertos vestidos con un clásico traje negro y una calavera en la cara.[cita requerida] A lo largo de su trayectoria han ido proyectándose como unos de los más importantes y prometedores grupos del género.[cita requerida] Se hacen llamar como El Dorado (Guitarra solista), El Caníbal (Guitarra rítmica), El Jíbaro (Bajo eléctrico) y El Bravo (Batería), desconociéndose sus nombres reales.
Han realizado los siguientes trabajos:
- Los Tiki Phantoms regresan de la tumba (2006)
- Los Tiki Phantoms y el ejército de calaveras (2009)
- Los Tiki Phantoms mueven el esqueleto (2011)
- Los Tiki Phantoms y el misterio del talismán (2015)
- Los Tiki Phantoms Aventuras En Celuloide  (2017)
- Los Tiki Phantoms Disco Guateque  (2019)

Compusieron una canción para el soundtrack de "Dad im a zombie"
- Datos: Q5980444
- Multimedia: Los Tiki Phantoms / Q5980444